# Iniezione (motore)
L'iniezione è un sistema di alimentazione che permette, ad esempio, di polverizzare il combustibile nei motori a combustione interna, tramite l'utilizzo di un iniettore comandato da un'apposita centralina ECU che modifica la fasatura d'accensione.
L'iniezione si pone in alternativa alla nebulizzazione per carburazione e si può distinguere in due tipologie diverse: l'iniezione indiretta e l'iniezione diretta.

## Tipi di iniezione

Funzionamento di un iniettore

L'iniezione si realizza tramite l'iniettore e a seconda del posizionamento e del numero d'iniettori adoperati prende nomi diversi.

### Classificazione del sistema d'iniezione
L'iniezione a seconda del tipo di gestione può essere:
- Iniezione meccanica, l'iniezione e la regolazione della quantità del combustibile viene regolato in modo completamente meccanico.
- Iniezione elettronica (EFI - Electronic Fuel injection), l'iniezione e la regolazione della quantità del combustibile viene regolato tramite un sistema elettronico, come ad esempio le ECU.
- Iniezione meccanica-elettronica, l'iniezione e la regolazione della quantità del combustibile viene regolato tramite un sistema elettronico assistito da un sistema meccanico/elettrico, come ad esempio le ECU e una pompa elettronica.

### Classificazione per posizione dell'iniettore
L'iniezione cambia nome a seconda del luogo dove questa viene compiuta.
- Iniezione diretta (DI): si dice di questo tipo quando l'iniettore è posizionato sulla testata o sulla parete del cilindro e l'immissione di carburante è effettuata direttamente nella camera di combustione.
- Iniezione indiretta (IDI): si dice di questo tipo quando l'iniettore è posizionato nel condotto d'aspirazione e la miscelazione è effettuata nel condotto stesso.
- Iniezione mista (diretta e indiretta): si tratta di un sistema che utilizza entrambe le soluzioni, per poter sfruttare i vantaggi di entrambe le soluzioni.[1]

### Classificazione per il numero di punti da cui è generata

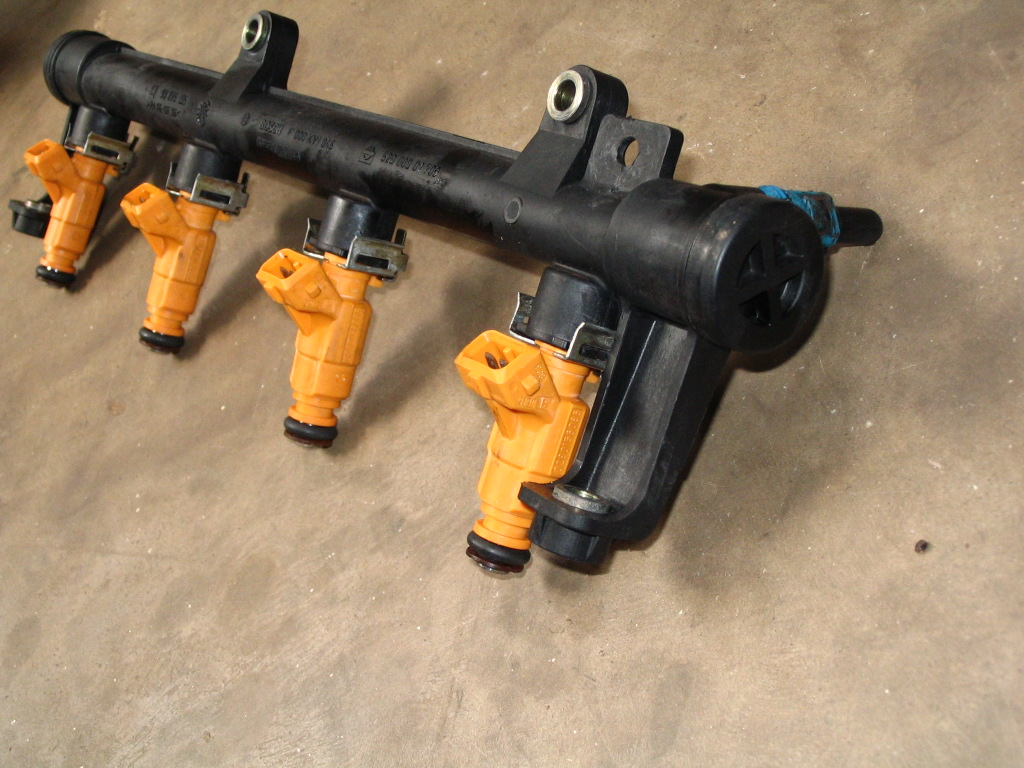
Iniettori di un motore a benzina

L'iniezione indiretta cambia nome a seconda del numero di punti da cui è generata e quindi da quanti iniettori viene compiuta.
- Single point (SPI): quando c'è un unico iniettore (o comunque un gruppo posto in un singolo punto), posto a monte del collettore di aspirazione, ad alimentare tutti i cilindri del motore.
- Multi point (MPI): quando ogni cilindro è dotato di un apposito iniettore o si hanno più iniettori per il cilindro.

A sua volta il sistema d'iniezione indiretta multi point può essere fasato (sequenziale, SMPI) o non fasato (continuo, CMPI) a seconda che l'iniezione avvenga solo in certe fasi del ciclo termico o sia continua.
Un sistema a iniezione diretta è multipoint per definizione avendo un iniettore per ogni cilindro, ed è sempre fasato visto che l'iniezione del carburante avviene sempre nella fase di compressione.

### Classificazione per tecnica d'iniezione

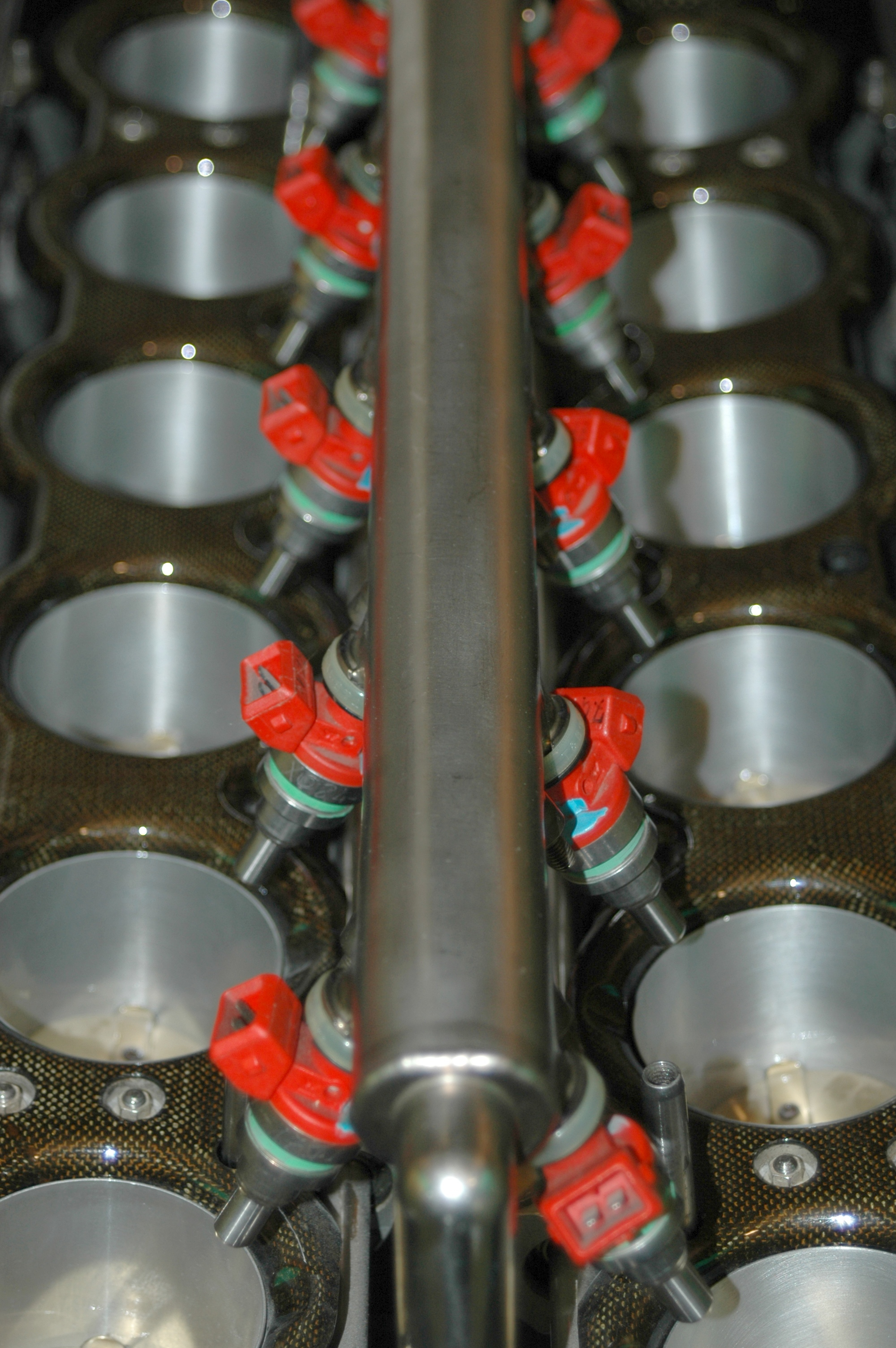
Iniezione multi point di un motore a benzina

L'iniettore nei motori ad accensione comandata può essere fatto funzionare in modo da poter miscelare il combustibile in modo più o meno diverso:
- Carica stratificata, Questa tecnica (usata solo su sistemi a iniezione diretta) consiste nell'iniettare il combustibile poco prima che avvenga l'accensione, generando diverse zone con rapporti stechiometrici diversi (stratificazione). Vicino alla candela si ha la maggiore concentrazione di combustibile, che si avvicina al valore stechiometrico ottimale, mentre nelle altre zone il rapporto di benzina sarà povero (questa tecnica viene utilizzata principalmente con un comando gas poco azionato e il motore a un funzionamento ai bassi e medi regimi). Questo permette d'avere un rapporto stechiometrico molto basso, ma si riesce a garantire la combustione per la concentrazione adeguata del combustibile vicino al punto d'innesco.
- Carica omogenea, questa tecnica viene sempre usata su sistemi a iniezione indiretta, mentre nei sistemi a iniezione diretta viene usata in alcune situazioni, quali comando gas molto azionato e il motore a un funzionamento ad alti regimi; questo tipo di carica si ottiene nell'iniettare il combustibile mentre il motore aspira il comburente, in modo da avere una migliore miscelazione del combustibile con il comburente.

### Classificazione per tipo d'iniezione
L'iniettore può iniettare il combustibile in vari modi:
- Combustibile e aria, si ha un'iniezione di miscela aria/combustibile molto ricca di combustibile, dove con questo tipo d'iniezione si ha un'elevata polverizzazione del combustibile e una notevole velocità di polverizzazione, richiedendo un minor tempo d'iniezione e ridurre i depositi di combustibile in corrispondenza dell'apertura dell'iniettore, ma ha come contro un controllo non ottimale sulla quantità di combustibile iniettata.
- Solo combustibile, è il sistema più classico e semplice per effettuare l'iniezione, ma che deve operare in breve tempo per poter creare la giusta miscelazione tra aria e combustibile, inoltre richiede alte pressioni d'iniezione e presenta rischi di depositi carboniosi sulla testa dell'iniettore.

### Classificazione per numero di getti
L'iniezione può essere effettuata con un unico getto di benzina/gasolio o con più e ripetuti gettiti a iniezione.
- UniJet: questo tipo di iniezione è caratteristico degli impianti a iniettore di tipo meccanico e per un certo periodo è stato utilizzato pure sugli iniettori elettronici, questo tipo di iniezione si basa su un singolo gettito di benzina, il che però non si mescola in modo ottimale come con il carburatore.
- DualJet: questo tipo di iniezione (diretta creata dalla Suzuki) è un'evoluzione del sistema multipoint, dal quale differisce per essere composta da due iniettori per ogni singolo cilindro anziché uno soltanto.[2]
- MultiJet: questo tipo di iniezione è un'evoluzione della gestione dell'iniezione, apportata nel 2005 da Fiat Auto, questo tipo d'iniezione permette di miscelare meglio la benzina o di far comburere meglio il gasolio; il problema di questo sistema è però il costo più elevato, dato che gli iniettori devono fare più getti di benzina o gasolio, e per questo è inizialmente riservato ai motori Diesel.
Questa tecnologia permette di sfruttare le pre-combustioni (utili per la fiamma pilota che accelera la combustione) e le post-combustioni (utili per l'innalzamento della temperatura dei gas di scarico e il rigeneramento dei filtri, così come il raggiungimento del regime termico).

## Iniezione nei ciclomotori
Anche nei ciclomotori a iniezione elettronica non è presente il carburatore (sostituito dai corpi farfallati) e neanche la pedivella per l'accensione; per questo se l'accumulatore di carica è scarico il ciclomotore non può essere avviato.
Le varie aziende che hanno adoperato questo sistema in modo più o meno diverso lo hanno chiamato in modo diverso:
- "DiTech" (2T) sistema adoperato dall'Aprilia. La tecnologia fu sviluppata in collaborazione con l'azienda australiana Orbital Engineering e Siemens, le quali hanno fondato Synerject, una joint venture 50-50 che unisce il know-how di Orbital e la capacità produttiva di Siemens. Tutti gli iniettori impiegati da Aprilia su SR-50 Ditech e Scarabeo Ditech risultano infatti marchiati Siemens (nelle prime versioni) o Synerject (nelle più recenti).[3]
- "PureJet" (2T) sistema adoperato dalla Piaggio.
- "TSDI" (2T) sistema adoperato dalla Peugeot Motorcycles.
- "PGM-FI" (4T) sistema adoperato da Honda.

I vantaggi del motore a iniezione elettronica sono il minor consumo di benzina e soprattutto di olio e l'aumento del rendimento termico del motore, quindi un più facile rispetto delle normative anti-inquinamento, cosa che affligge soprattutto i mezzi con cambio a variatore e in alcuni casi come per il sistema DiTech è possibile modificare e monitorare il funzionamento del sistema con sistemi molto semplici, infatti per questo sistema si utilizza un GameBoy e relativa cartuccia da collegare al sistema elettrico.
I ciclomotori a iniezione elettronica non sono stati subito molto affidabili, presentando inizialmente problemi di voltaggio e comunque rimanendo più costosi di quelli a carburatore e per questo hanno avuto un lento ma progressivo successo.
Tra gli esempi recenti di due ruote che hanno utilizzato questa tecnologia si può citare l'Aprilia SR 50, che è riuscita con un sistema relativamente semplice a risolvere molti problemi, tanto che la casa di Noale aveva in via di sviluppo una motocicletta da 500 cm³ a due tempi con questo sistema.
Vennero ideati anche altri sistemi che poi non videro mai la luce, quali:
- "DDI", Dell'Orto Direct Injection, inizio del suo sviluppo nel 2000[8]
- "2SDI", Two Stroke Direct Injectin, sviluppato da Athena, presentato per la prima volta nel 2011[9]